# Avenida Irarrázaval
La avenida Irarrázaval es una importante arteria vial ubicada en la comuna de Ñuñoa en Santiago de Chile. Tiene una extensión aproximada de 6 km, y se interseca con otras importantes avenidas. Lleva su nombre para distinguir al político chileno Manuel José Yrarrázaval.

## Características
La avenida comienza en la intersección con Vicuña Mackenna (límite de las comunas de Santiago y Ñuñoa). A lo largo de su recorrido se encuentran los barrios de Irarrázaval, Plaza Ñuñoa y Plaza Egaña con sus característicos subsectores como Bustamante, Teatro California, Plaza Armenia, Casa de la Cultura, Villa Frei y Parque Ramón Cruz. Termina en la intersección con avenida Ossa (al norte) y avenida Américo Vespucio (al sur), donde se encuentra la plaza Egaña y su estación de metro homónima. Pasado este punto, la vía continúa en la comuna de La Reina, donde toma el nombre de avenida Larraín.
Se aprecia un fuerte auge inmobiliario en la construcción de edificios de altura, pertenecientes en general a la categoría DFL2, con valores entre las 2000 UF (unidades de fomento) hasta las 4000 UF en los sectores extremos de la avenida. El boom en los extremos de la avenida se explica por la conectividad de la comuna a través del metro de Santiago (estación Plaza Egaña e Irarrázaval), más una amplia oferta de servicios, comercio y áreas verdes en la comuna. Como focos de crecimiento en Irarrázaval podemos encontrar el Metro Irarrázaval cerca del cual hay varios proyectos en altura, en general con las mismas características: DFL2, 1-2 habitaciones con servicios integrados de lavandería y salones comunes.
En la avenida se encuentran diversos locales comerciales de importancia (tiendas por departamento y supermercados), junto con centros culturales, restaurantes, pubs y discoteques.
En su extremo poniente, al llegar a Vicuña Mackenna, su nombre cambia a 10 de Julio Huamachuco, que se encuentra en la comuna de Santiago.
En su extremo oriente, al cruzar la Avenida Américo Vespucio, toma el nombre de Avenida Larraín y se nota un cambio en la urbanización a edificios de no mucha altura.
Está pavimentada y cuenta con dos pistas en ambos sentidos (de oriente a poniente y viceversa), tiene una pequeña franja de tierra, de 1 a 2 metros de anchura, que divide la calzada, en ella se encuentran numerosos árboles, arbustos, plantas y flores, además hay carteles con avisos publicitarios y tiene una reja de 1 metro de altura que divide la pequeña zanja (de color verde). A principios de los años 90 sufrió una importante remodelación cuyo diseño se mantiene en la actualidad.

## Intersecciones

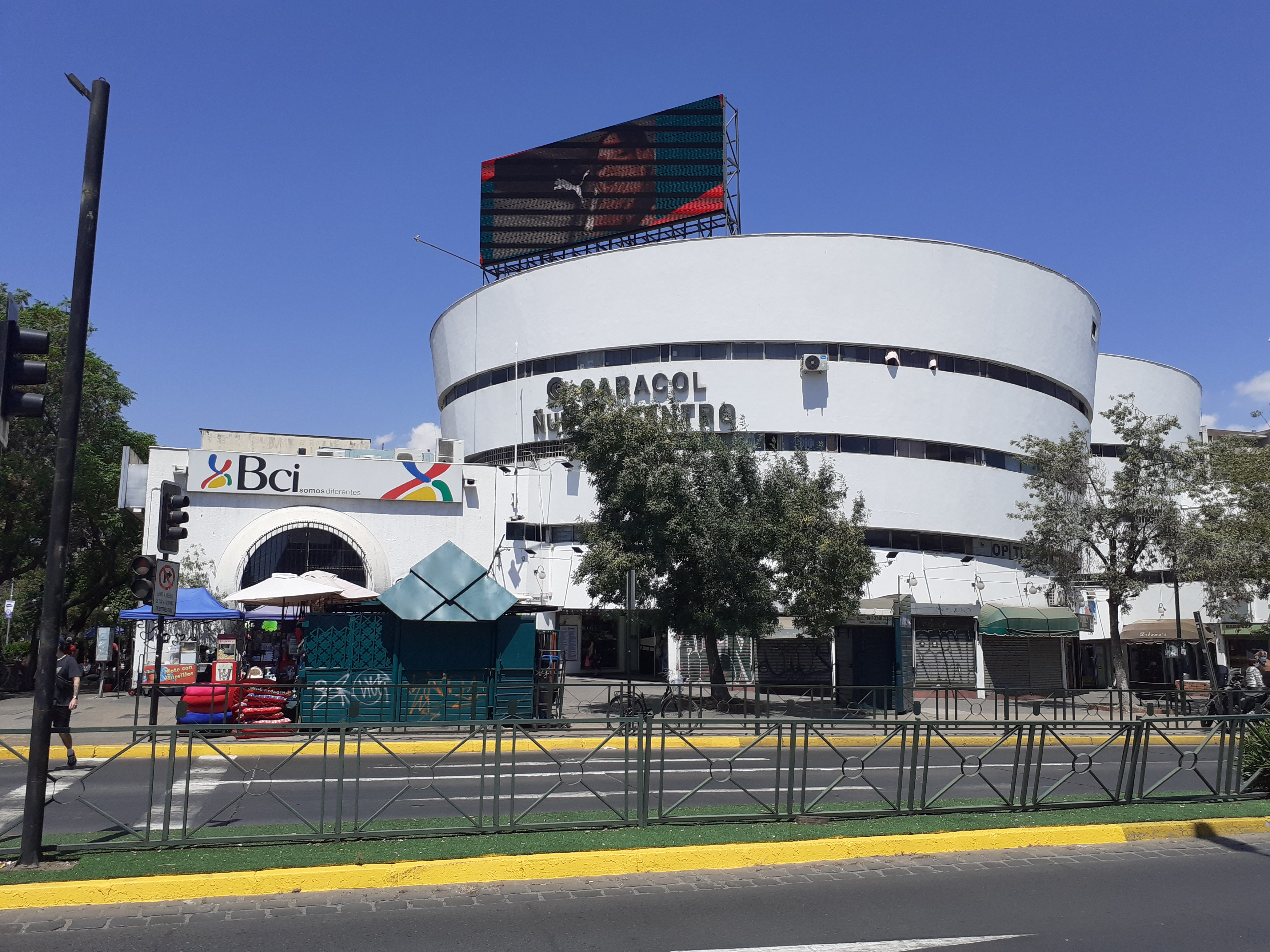
Caracol Ñuñoa Centro, ubicado en la intersección con avenida Pedro de Valdivia.

Se interseca con otras calles importantes de la ciudad de Santiago:
- Avenida Vicuña Mackenna (en su inicio)
- Avenida General Bustamante (bajo tierra está la vía de la L5 del metro de Santiago y está la estación Irarrázaval)
- Avenida Dublé Almeyda
- Avenida República de Israel
- Avenida Manuel Montt (importante arteria de perfil comercial, cultural y recreativa)
- Avenida Antonio Varas (donde se encuentra los hospitales de Carabineros y el Calvo Mackenna)
- Avenida Campo de Deportes (donde se encuentra el Estadio Nacional).
- Avenida Pedro de Valdivia (bajo tierra está la vía de la L6 del metro de Santiago y está la estación Ñuñoa)
- Avenida Alcalde Jorge Monckeberg (ex Lo Plaza, importante arteria vial de la comuna)
- Avenida General Gorostiaga (continuación de Jorge Monckeberg  hacia  el sur)
- Ramón Cruz y Diagonal Oriente (bajo tierra está la vía de la L3 del metro de Santiago y está la estación Villa Frei)
- Avenida Ossa (anillo de circunvalación de Santiago)